# Барабка
Барабка — посёлок в Искитимском районе Новосибирской области. Входит в состав Тальменского сельсовета.

## География
Площадь посёлка — 66 гектар

## Население
| 2002 | 2007 | 2010 |
| ---- | ---- | ---- |
| 288  | ↗334 | ↘294 |

## Инфраструктура
В посёлке по данным на 2007 год функционирует 1 учреждение здравоохранения и 1 учреждение образования.